# Анри Пелисје
Анри Пелисје (фр. Henri Pélissier; 22. јануар 1889 — 1. мај 1935) је бивши француски професионални бициклиста у периоду од 1911. до 1928. године и победник Тур де Франса 1923. године. Био је познат као велики непријатељ оснивача Тура, Анрија Дегранжа. Протестовао је против услова које су возачи морали да подносе у раним годинама Тура. Убила га је љубавница 1935. године.

## Каријера

### 1910—1914
Анри Пелисје је почео да се бави бициклизмом 1910. године, возећи Тур де Франс за самосталне возаче, где је завршио трећи. Наредне године освојио је Ђиро Тоскане и Милан—Торино, након чега је освојио престижну трку у Италији, Ђиро ди Ломбардија. 1912. освојио је класик Милан—Санремо и друго место на Туру Белгије, након чега је возио свој први Тур де Франс. Због повреде морао је да га напусти током четврте етапе. Тур није успио да заврши ни 1913. године, али је победио на једној етапи, а затим је освојио Ђиро ди Ломбардију.
1914. Пелисје је завршио други на Тур де Франсу, оставши иза Белгијанца Филипа Тиса, победивши на три етапе. Током трајања првог светског рата, Пелисје је освојио друго место на Ђиро ди Ломбардији 1917. године.

### 1919—1928
Након рата, Пелисје је освојио 1919. године Париз—Рубе и Бордо—Париз трку. Први послератни Тур де Франс, није завршио, напустио га је након четврте етапе јер му Дегранж није дозволио додатну чашу вина на рецепцији након етапе. Тур је напустио и наредне године, овога пута у знак протеста због казне од два минута. 1920. освојио је по трећи пут Ђиро ди Ломбардију.
Пре Париз—Рубеа, Анри и његоб брат Франсис, тражили су од спонзора да им плате више него што су возачи обично примали. Њихов захтев је одбијен и возили су самостално, без подршке тима и Анри Пелисје је освојио Париз—Рубе. Организатор Тур де Франса, Анри Дегранж, изјавио је да се они никад више неће појавити на насловној страни часописа "Ауто", али је морао да прогута своје речи када је Анри Пелисје освојио Тур 1923. године.
Пелисје није учествовао на два Тура заредом, пре него што се вратио 1923. године. У том периоду освојио је трке Париз турс и Париз—Нанси. Освојио је Тур испред сувозача Отавиа Ботекје, победивши на три етапе. Пелисје је постао херој нације јер је прекинуо седмогодишњу доминацију Белгијанаца и Дегранж је морао да испише његово име на насловној страници часописа " Ауто".
Возио је Тур још две године, али га оба пута није завршио . Освојио је још Тур Баскијске земље 1924. године.

## Приватни живот
Пелисје је био један од четворице браће, а њих тројица су били бициклисти. Водио је стални рат са организаторима, спонзорима и медијима. Волио је да се шали са свима, са нескривеним задовољством. Дегранж га је називао арогантним шампионом. Пелисје је често давао понижавајуће изјаве о својим ривалима, величајући себе. Дан након једне такве изјаве на Туру, он и његов брат Франсис су имали проблем, због којег су изгубили 30 минута. Пелисје се залагао за боље услове за бициклисте, већа примања. Покренуо је бициклистичку унију, али није имао велику подршку. Возачи који су му били блиски, придружили су му се, али многи француски и остали европски возачи су остали по страни, не желећи да их води човек који је у рату са организаторима и спонзорима широм Европе.

## Крај каријере
Пелисје је задњи Тур возио 1925. и није га завршио, возио је још две године, али без неких великих резултата. Након краја каријере, две године није радио ништа, а затим се вратио као менаџер. 1932. написао је своје утиске о Тур де Франсу. Остао је при свом, да бициклисте третирају мало боље него робове.

## Смрт
Пелисјеова жена Леони, убила се 1933. године, након чега је Пелисје нашао љубавницу, Камил. 1. маја 1935, он и Камил су се посвађали у кухињи и Пелисје јој је исекао ножем лице, након чега је она побегла у собу и нашла пиштољ којим се Пелисјеова жена убила, вратила се у кухињу, видела да је Пелисје чека са ножем и убила га је.